# Saiten des Lebens
Saiten des Lebens (Originaltitel: A Late Quartet) ist ein US-amerikanisches Musikfilmdrama aus dem Jahr 2012 nach einem Drehbuch von Yaron Zilberman und Seth Grossman, das von Zilberman produziert wurde, der auch Regie führte. Der Film stellt Zilbermans Spielfilmdebüt dar. Die Hauptrollen sind mit Philip Seymour Hoffman, Christopher Walken, Catherine Keener und Mark Ivanir besetzt.
Der Originaltitel bezieht sich auf Beethovens Streichquartett cis-Moll op. 131, eines der letzten Werke des Komponisten.

## Handlung
Der Cellist Peter Mitchell beendet eine Vorlesung vor seinen Studenten, in der er ihnen erklärt hat, wie Beethovens Streichquartett cis-Moll op. 131 zu spielen und zu verstehen sei, mit T. S. Eliots Worten: „Die Gegenwart und die Vergangenheit – beide sind vielleicht zugegen in der Zukunft, und die Zukunft ist bereits enthalten in der Vergangenheit. Wenn alle Zeit ewig derzeitig ist, ist alle Zeit untilgbar. Oder sagen wir, das Ende geht dem Anfang voraus, und das Ende und der Anfang waren immer da – vor dem Anfang und nach dem Ende – und alles ist immer jetzt.“
Mitchell ist der Kopf des Streichquartetts „The Fugue String Quartet“, das dem 25. Jahrestag seines Bestehens entgegensieht. Da er beunruhigende Veränderungen an sich festgestellt hat, sucht er die ihm schon lange bekannte Ärztin Dr. Nadir auf, die ihn darauf vorbereitet, dass alle Symptome darauf hinweisen, dass er an Parkinson erkrankt ist, was die Untersuchungen dann auch bestätigen.
Als Mitchell den Mitgliedern seines Quartetts, der Bratschistin Juliette Gelbart, dem zweiten Geiger Robert sowie dem ersten Geiger Daniel Lerner, davon erzählt, führen schon länger schwelende Spannungen zu Grundsatzdiskussionen über die Zukunft des Musikensembles. Peter macht klar, dass er nur noch ein Konzert zu spielen gedenkt, das gleichzeitig sein Abschiedskonzert sein soll. Juliette trägt sich mit dem Gedanken, ebenfalls aufzuhören, wenn Peter nicht mehr dabei ist. Ihr Mann, der zweite Geiger Robert, der mit seiner Rolle im Quartett unzufrieden ist, meldet seinen Anspruch an, abwechselnd mit Daniel den Part der Ersten Geige zu spielen, was dieser ablehnt. Als Juliette sich auf Daniels Seite schlägt, eskaliert Roberts tiefe Enttäuschung in einen Streit, der dazu führt, dass er in eine Flamenco-Bar flüchtet. Am Ende der Nacht steht ein One-Night-Stand mit der Tänzerin Pilar, mit der Robert des Öfteren joggt und gut reden kann.
Als Juliette klar wird, dass ihr Mann sie betrogen hat, weist sie ihn aus der Wohnung. Seine Versicherung, dass sie ihm mehr bedeute als alles andere auf der Welt, ignoriert sie ebenso wie seine Bemerkung, dass sie ihn mit ihrer Aussage, er sei nur für die zweite Geige gut genug, sehr verletzt hat. Als Robert später ein weiteres Gespräch mit Juliette erzwingen will, weist sie ihn erneut ab. Nach 25 gemeinsamen Jahren müsse man doch um eine Beziehung kämpfen; er habe sie immer vorbehaltlos geliebt, wie sehe es bei ihr aus, will Robert wissen. Juliette bleibt ihm die Antwort schuldig.
Zur selben Zeit ist Daniel mit Alexandra, Roberts und Juliettes Tochter, unterwegs. Er erzählt ihr, dass er niemals mit einem Solisten tauschen möchte, da die Arbeit im Quartett die einzige Möglichkeit sei, bedeutsame Interpretationen zu erarbeiten. Wenn die größten Komponisten ihre tiefsten Gedanken zum Ausdruck bringen wollten, ihre Gefühle, wenn sie ganz tief in ihrer Seele schürften, täten sie das immer in dieser Form – immer mit einem Quartett, wenn sie denn mutig genug dafür seien. Alexandra küsst ihn daraufhin, ohne dass er diesen Kuss erwidert. Erst einige Zeit später gehen beide eine Beziehung miteinander ein. Alexandra ist eine hochbegabte Nachwuchsgeigerin, die davon überzeugt ist, dass sie als Kind stets hinter der Musik zurückstehen musste.
Zwischen Daniel und Robert kommt es erneut zum Streit. Robert macht Daniel Vorwürfe, dass ihn seine Art zu spielen nerve. Sie trage dazu bei, dass immer wieder auf dieselbe Art gespielt werde, sein Spiel habe etwas Monotones, Statisches. Er solle doch auch mal ohne Notenblatt spielen, Leidenschaft zulassen. Daniel ist sichtlich betroffen von dieser Aussage.
Nachdem die Medikamente, die Peter inzwischen einnimmt, angeschlagen haben, kann das letzte Konzert vorbereitet werden, das im Konzertsaal des New Yorker Metropolitan Museum of Art begangen werden soll. Während der gemeinsamen Probe entstehen erneut Unstimmigkeiten. Als durch Peters Nachfrage zur Sprache kommt, dass Daniel mit der Tochter der Gelbarts schläft, kommt es sogar zu Handgreiflichkeiten. Peter fordert Daniel auf, diese Beziehung sofort zu beenden, was Daniel aber nicht will; daraufhin meint Peter, dann habe er aus ihrer Zusammenarbeit nichts gelernt. Kurz darauf erklärt Alexandra Daniel, dass es zwischen ihnen aus sei, da sie es nicht auf sich nehmen könne, „The Fugues“ zu zerstören.
Der Tag des letzten Auftritts steht an. Die vier spielen Beethovens Streichquartett Nr. 14 cis-Moll op. 131 furios und mit großer Hingabe vor ausverkauftem Haus, bis Peter kurz vor dem letzten Satz abbricht und sein Instrument zur Seite legt. Er tritt vor das Publikum und erklärt, dass die Komposition, die aus sieben Sätzen bestehe, ohne Pause durchgespielt werden müsse, was ihn überfordere. Nina Lee, seine Wunschnachfolgerin, werde ihn am heutigen Abend und hoffentlich noch sehr viel länger ersetzen. Für ihn sei es Zeit, sich von seinem Publikum zu verabschieden. Die Zuhörer erheben sich von ihren Sitzen und drücken ihren Respekt mit lang anhaltendem Applaus aus, während die Musiker Tränen in den Augen haben. Nacheinander schlagen alle vier ihre Notenblätter zu und spielen den 7. und letzten Satz des Streichquartetts frei. Peter folgt ihrer Darbietung im Zuschauerraum, wo er neben Alexandra Platz genommen hat.

## Produktion, Hintergrund, Veröffentlichung
Es handelt sich um einen Film von RKO Pictures/Opening Night Productions. Gedreht wurde im Metropolitan Museum of Art, im Time Warner Center und im Central Park in Manhattan, New York. Weitere Aufnahmen entstanden auf der Bow Bridge sowie in New York selbst.
Laut Beethoven sollte seine Komposition attacca gespielt werden, also alle sieben Sätze ohne Pause hintereinander. Sie stellen daher allerhöchste Ansprüche an Interpreten wie Publikum. Eigentlich verlangen die Instrumente zwischendurch nachgestimmt, neu justiert zu werden. Die Streicher klingen daher am Ende anders als zu Beginn des Werkes, sie sind somit nicht nur im Wortsinn „verstimmt“. So bestimmte es der Komponist. Richard Wagner bemerkte einst zum Op. 131 seines inzwischen nahezu tauben Kollegen, es sei „der Tanz der Welt selbst: wilde Lust, schmerzliche Klage, Liebesentzücken, höchste Wonne, Jammer, Rasen, Wollust und Leid“. Im Film ermahnt Daniel Lerner die Geigerin Alexandra Gelbart, die er unterrichtet, zu versuchen, sich einmal in Beethoven hineinzuversetzen. Zumindest solle sie seine Biografie lesen, dann wüsste sie nämlich, dass sein Vater ihn mitten in der Nacht geweckt habe, damit er seinen betrunkenen Kumpanen etwas vorspiele. So etwas hinterlasse Narben auf der Seele.
Am 2. November 2012 startete der Film in den USA, am 2. Mai 2013 in Deutschland. Zum Kinostart in Deutschland lautete die Ankündigung: „Eine cineastische Perle mit den Oscar-Preisträgern Philip Seymour Hoffman und Christopher Walken“.
Der Film wurde erstmals am 10. September 2012 auf dem Toronto International Film Festival vorgestellt und kam am 4. Oktober 2012 auf dem Edmonton International Film Festival zur Aufführung. Am 5. Oktober 2012 war er auf dem Hamptons International Film Festival vertreten und am 21. Oktober 2012 auf dem Austin Film Festival sowie am 1. November 2012 auf dem Starz Denver Film Festival und am 9. November 2012 auf dem St. Louis International Film Festival. Am 23. November 2012 lief er in den kanadischen Kinos an, am 29. November 2012 kam er in Israel in die Kinos. In den USA erschien er am 5. Februar 2013 als Blu-ray. In Island startete er am 15. Februar 2013, in Australien am 14. März 2013 und in den Niederlanden am 28. März 2013. In den nachfolgenden Ländern startete er ebenfalls 2013: Vereinigtes Königreich, Irland, Neuseeland, Polen, Taiwan, Frankreich (auf dem Champs-Elysées Film Festival), Hongkong, Ungarn, Japan, Belgien, Südkorea, in der Türkei, Spanien, Norwegen, Italien, in den Niederlanden (Film by the Sea Film Festival), Portugal, Argentinien, Dänemark, Finnland, Schweden (Premiere als DVD), Brasilien, Bulgarien, Griechenland, Serbien, Russland und Slowenien.
DVD
Senator Home Entertainment (Vertrieb Universum Film) gab den Film am 13. September 2013 mit einer deutschen Tonspur sowohl auf DVD als auch als Blu-ray heraus.

## Soundtrack
Beethoven widmete dieses Streichquartett dem Freiherrn Joseph von Stutterheim. Er komponierte es etwa ein Dreivierteljahr vor seinem Tod. Interpretiert wird es im Film vom Brentano String Quartet:
| Nr. | Titel |
| --- | --- |
| 1.  | Beethoven: Beethoven’s String Quartet #14 In C-Sharp Minor, OP.131 – Adagio, Ma Non Troppo E Molto Espressivo (Live At Princeton/2010) |
| 2.  | Beethoven: Beethoven’s String Quartet #14 In C-Sharp Minor, OP.131 – Allegro Molto Vivace (Live At Princeton/2010)                     |
| 3.  | Beethoven: Beethoven’s String Quartet #14 In C-Sharp Minor, OP.131 – Allegro Moderato (Live At Princeton/2010)                         |
| 4.  | Beethoven: Beethoven’s String Quartet #14 In C-Sharp Minor, OP.131 – Andante, Ma Non Troppo e Molto Cantabile (Live At Princeton/2010) |
| 5.  | Beethoven: Beethoven’s String Quartet #14 In C-Sharp Minor, OP.131 – Presto (Live At Princeton/2010)                                   |
| 6.  | Beethoven: Beethoven’s String Quartet #14 In C-Sharp Minor, OP.131 – Adagio, Quasi Un Poco Andante (Live At Princeton/2010)            |
| 7.  | Beethoven: Beethoven’s String Quartet #14 In C-Sharp Minor, OP.131 – Allegro (Live At Princeton/2010)                                  |

weitere Musik im Film
| Nr. | Titel, Komponist, Vortragende(r) |
| --- | --- |
| 1.  | Quartet in F-minor op. 20/5 – Joseph Haydn – Brentano String Quartet |
| 2.  | City Nights – Uri Caine – Courtesy of Uri Caine Music Publishing |
| 3.  | Bulerias Del Encuentro – Cristian Puig – Christian Puig und Rebeca Tomas |
| 4.  | Zigeunerweisen (Gypsy Airs), Op. 20 – Pablo de Sarasate – Mark Steinberg |
| 5.  | Salty Air – Jonathan Dagan – Courtesy of j-viewz |
| 6.  | Cello Suite No. 4, Prelude and Allemande – Johann Sebastian Bach – Nina Lee |
| 7.  | An der schönen blauen Donau (Hauptthema) – Johann Strauss (Sohn) – Mark Steinberg |
| 8.  | „Mariettas Song“ aus Die tote Stadt – Erich Wolfgang Korngold – Anne Sofie von Otter Bengt Forsberg: Piano; Kjell Lysell und Ulf Forsberg: Violine; Mats Lidström: Cello; Nils-Erik Sparf: Viola |

Interpretiert von Angelo Badalamenti:
| Nr. | Titel                             |
| --- | --------------------------------- |
| 1.  | A Late Quartet – Overture         |
| 2.  | Movements                         |
| 3.  | Diagnosis                         |
| 4.  | Reflections                       |
| 5.  | A Jog In The Park                 |
| 6.  | Stop Right Here                   |
| 7.  | 11:42 PM                          |
| 8.  | Premonition                       |
| 9.  | Winter Love                       |
| 10. | Eternal Quest                     |
| 11. | Old Men Know                      |
| 12. | Breaking Up                       |
| 13. | Fire Escape                       |
| 14. | Longing For Miriam                |
| 15. | A Late Quartet – Bidding Farewell |

## Kritik
Der Film erhielt in den US-amerikanischen Feuilletons durchweg positive Kritiken, wobei vor allem die Arbeit des Kameramanns Frederick Elmes gelobt wurde.
„Die meisterhafte Schauspielleistung ist hochemotional!“, hieß es im Magazin Rolling Stone. Für TV Movie war der Film „Top besetzt und voller Gefühl.“ Die GQ – Gentlemen’s Quarterly sprach von einem „spannende[n] Kammerspiel. Intellektuell, dicht, mit sehr viel New York“. TV Digital befand: „Großartige Darsteller und schöne Musik“, und für Super TV war es „eine wahre Freude[,] diesem Top-Ensemble zuzusehen“. Im Stern konnte man lesen: „Große Schauspieler geben Beethoven: das grandiose Drama ‚Saiten des Lebens‘.“
Spiegel Online war der Ansicht: „Die hehre Kunst, das ist das eine. Dahinter verbergen sich nur allzuoft die ganz normalen Eifersüchteleien des Alltags – wie jetzt das Kinomelodram ‚Saiten des Lebens‘ am Beispiel eines Streichquartetts vorführt.“
Für Die Welt stellte sich der Film als „ein wohlkomponiertes Ensemble-Stück mit ruhigen Passagen und kurzen emotionalen Ausbrüchen“ dar. „Die Idee vom Quartett lässt sich auf die Schauspieler übertragen, jeder ist großartig für sich und perfekt im Zusammenspiel“.
Die Abendzeitung München stellte auf Walken und Seymour ab und schrieb: „Mit Christopher Walken und Philip Seymour Hoffman gelingt dem Film ‚Die Saiten des Lebens‘ eine faszinierende Dichte aus Musik, Psychogramm eines Streichquartetts und Lebensfragen.“

„Saiten des Lebens ist […] ein wundervolles Ensemblestück von doppeltem Charakter. Hintergründe, Fragen und Strukturen der Musik funken über in das Leben der Musiker und grundieren gleichzeitig den Aufbau, die Logik des Films an sich. Zwischen den sieben Sätzen des Quartetts darf keine Pause gehalten werden. Beethoven selbst hat das verboten.“

„Nicht immer gelingt es den Schauspielern[,] Zilbermans offensichtliche und überbetonte Analogien zwischen Kunst und Leben so zu veredeln, dafür ist der Film zu bemüht und eintönig inszeniert. Doch wenn sie es schaffen, dann bekommt ‚Saiten des Lebens‘ etwas von einer inspirierten Interpretation eines vielgehörten Musikstücks: neu und vertraut zugleich.“

epd Film war der Ansicht, dass Zilberman „ein ruhiger, zurückhaltender, aber in wichtigen Passagen auch seltsam-schöner Film“ gelungen sei, „der eine Nische zurückerobert zwischen Blockbuster-Wahnsinn und Arthouse-Firlefanz.“ Es sei „nicht nur ein Film für ein reiferes, an klassischer Musik interessiertes Publikum“. Abschließend hieß es: „Denn hinter der ruhigen Fassade von Yaron Zilbermans Reflexion über die Turbulenzen in einem Streichquartett verbergen sich eine melancholische Beziehungskomödie und wilder Rock ’n’ Roll.“
Cinema sprach davon, dass Zilbermans Inszenierung „verhalten“ beginne und „im Verlauf der Handlung immer wieder zwischen leisen und temperamentvollen Passagen“ wechsele. „Dass dabei keine Missklänge entstehen, verdankt er auch seinem souverän aufspielenden Ensemble.“ Fazit: „Das zarte Kammerspiel offenbart Christopher Walkens sensible Saite“.
Maximilian Schröter von filmszene.de schloss seine Kritik mit dem Resümee: „Am Ende des Films ist dann zwar nicht alles wieder gut, aber vieles möglich. Nach den bewegenden Schlussszenen denkt man automatisch weiter über die Figuren und die Konsequenzen ihres Handelns nach und das ist doch eigentlich eines der schönsten Komplimente, die man einem Film machen kann: dass seine Geschichte nicht auf der Leinwand endet, sondern im Kopf des Zuschauers weitergeht.“

## Auszeichnung
AARP Movies for Grownups Awards 2013
- Nominiert in der Kategorie „Beste Nebendarstellerin“: Catherine Keener